# Hasenpanier
Hasenpanier (wörtlich: das Banner, die Fahne des Hasen) ist ein sinnbildlicher Ausdruck. Die veraltete sprichwörtliche Redewendung das Hasenpanier zeigen (oder das Hasenpanier ergreifen) bedeutet so viel wie „flüchten“.

## Wortherkunft
Die Herkunft des seit dem 15. Jahrhundert belegten Wortes ist nicht ganz klar. Möglicherweise wurde in der Jägersprache der Schwanz des Feldhasen als dessen Panier bezeichnet. Zugrunde liegt in jedem Fall die Vorstellung, dass der wegen seiner Ängstlichkeit sprichwörtliche Hase (vgl. Hasenfuß, Hasenherz) bei der Flucht sein Schwänzchen in die Höhe recke: Der haß der ist ein forchtsam thier / Gar bald wirfft er auff sein panier.

## Redewendung
Die sprichwörtliche Redewendung das Hasenpanier aufstecken, zeigen, ergreifen im Sinne von „flüchten“, „sich davonmachen“ verkehrt scherzhaft die traditionelle militärische Funktion einer Fahne in ihr Gegenteil: Sie weht nicht an der Spitze einer vorwärts marschierenden Kolonne, sondern wird bei der Flucht gewissermaßen von hinten gehisst. Der Hase wird damit, wie auch andernorts, zur Symbolfigur einer verkehrten Welt.
In ähnlicher Bedeutung ist auch Hasenkurs nehmen oder den Hasenpad kesen (Niedersachsen) als Ausdruck für „flüchten“ belegt.

## Belege
1. ↑  Brüder Grimm, Deutsches Wörterbuch, Bd. 10, Sp. 539 f.
2. ↑  Friedrich Kluge, Etymologisches Wörterbuch der deutschen Sprache, 22. Aufl., Berlin 1989, S. 295.
3. ↑  Paul Fürst, Speculum bestialitatis, um 1650/60, zit. nach Lutz Röhrich, Lexikon der sprichwörtlichen Redensarten, Freiburg, 6. Aufl. 1994, Bd. 2, S. 669.
4. ↑  Rudolf Schenda, Das ABC der Tiere, München 1995, S. 140 f.
5. ↑  Lutz Röhrich, Lexikon der sprichwörtlichen Redensarten, Freiburg, 6. Aufl. 1994, Bd. 2, S. 669.
6. ↑  Krünitz 1858 bei Hasen-Panier